# Robert Ier de Beu
Pour les articles homonymes, voir Robert Ier et Robert de Dreux.
 (juillet 2023).
- Si vous ne connaissez pas le sujet, laissez ce bandeau (vous pouvez alors contacter les auteurs).
- Si vous supprimez le contenu mis en cause (vous pouvez préalablement contacter les auteurs),

argumentez précisément cette suppression dans la page de discussion
(un manque de référence n'est pas un argument ; une recherche réelle de référence doit avoir été effectuée, être formellement documentée).
Robert Ier de Dreux, vicomte de Beu, vicomte de Châteaudun, seigneur de Nesle et de Longueville, est le fils de Robert III, comte de Dreux et de Braine dit Gasteblé et de Aénor, dame de Saint-Valery - Il est l'arrière-petit-fils du roi Louis VI dit le Gros.
Il est la "tige" (premier seigneur du nom) de la branche cadette des "seigneurs de Beu" qui s'éteindra à la fin du XVIe siècle (cf. la Liste des vicomtes de Beu).

## Blason
"échiqueté d'or et d'azur à la bordure engrelée de gueules" (cf. Armorial des Capétiens).

## Origine du nom
Beu, le nom ancien de Bû (Eure-et-Loir) semble venir de l'abréviation des désignations latines Beucum ou Beutum sous lesquelles le village est cité au Moyen Âge.

## Histoire
Il épouse :
- Agnès de Condé, fille de Jacques, seigneur de Condé, Bailleul et Morialmé et Agnès de Rœulx ;
- Clémence, vicomtesse de Châteaudun, fille de Geoffroy VI de Châteaudun et de Mondoubleau, et de Dame Clémence des Roches, en 1255 ;
- Dame Isabeau de Villebéon dame de Bagneux (cf. 1), La Chapelle-Gauthier-en-Brie, et la Fosse et Bagneaux, dite la Chambellane, fille d'Adam II de Villebéon, seigneur de Mesnil-Aubry dit le Chambellan, et Alix de Garlande, en 1263.

Il aura au moins quatre enfants :
- Alix de Beu (1255 - 1302) - (de Clémence, vicomtesse de Châteaudun) :
  - Elle épouse avant 1275, Raoul II de Clermont (+ 1302), seigneur de Nesle. (cf. Maison de Clermont-Nesle), futur connétable de France. Raoul meurt le 11 juillet 1302 à la bataille de Courtrai aux côtés de Robert II d'Artois et de Jacques de Châtillon qui préfèrent mourir plutôt que de se rendre aux milices flamandes. Leur gendre Guillaume Ier de Flandre (1302-1311), mari de leur fille Alix, leur succède comme vicomte de Châteaudun ;
- Clémence de Dreux (° 1257-ap. 1300) - (de Clémence, vicomtesse de Châteaudun) :
  - Elle épouse en premières noces Gauthier de Nemours (+1288) seigneur d'Achères,
  - et en secondes noces (vers 1260), Jean des Barres seigneur de Champrond ;
- Isabelle (Isabeau) de Dreux (1264 - 1300) - (de Dame Isabeau de Villebéon de Bagneux, Chapelle-Gauthier-en-Brie, la Fosse et Bagneaux dite la Chambellane) :
  - Elle épouse, en 1276, Gaucher V de Châtillon ;
- Robert II de Dreux, seigneur de Beu (1265 - 1306) - (de Dame Isabeau de Villebéon de Bagneux, Chapelle-Gauthier-en-Brie, la Fosse et Bagneaux dite la Chambellane) :
  - Il épouse en premières noces (1274), Yolande de Vendôme, fille de Jean V, comte de Vendôme,
  - Et en secondes noces (1306), Marguerite de Beaumont, fille de Pierre.

Il suivit Louis IX en Palestine pour la septième croisade, et fit avant son départ un accord avec le couvent et l'abbé de Longpont.
Clémence de Châteaudun (sa seconde épouse) et Robert Ier de Dreux de Beu seront inhumés en la nécropole familiale de l'Église abbatiale Saint-Yved de Braine.

## Sources
- Si vous ne connaissez pas le sujet, laissez ce bandeau (vous pouvez alors contacter les auteurs).
- Si vous supprimez le contenu mis en cause (vous pouvez préalablement contacter les auteurs),

argumentez précisément cette suppression dans la page de discussion
(un manque de référence n'est pas un argument ; une recherche réelle de référence doit avoir été effectuée, être formellement documentée).
- « Comtes et Vicomtes de Châteaudun ».
- « Armorial des croisés du Musée de Versailles - Salle des croisades (1844) ».
- « Petite et grande histoire de Bû (Beu) ».